# 索博斯洛伊·多米尼克
索博斯洛伊·多米尼克（匈牙利語：Szoboszlai Dominik，發音：[ˈsoboslɒi ˈdominik]；2000年10月25日—），生于匈牙利塞克什白堡，匈牙利職業足球員，司職中場。索博斯洛伊效力于英超球會利物浦，並在匈牙利國家足球隊擔任隊長。

## 球會生涯

### 薩爾斯堡紅牛
2018年1月，在為列弗寧效力後，他與薩爾斯堡紅牛簽訂了一份有效期至2021年5月的合約，並於2019年3月提前將合同延長至2022年5月31日。
索博斯洛伊在2019–20賽季奧超聯賽中獲得了9個進球和14次助攻，被選為奧超2019-20賽季最佳球員。

### RB萊比錫
2020年12月17日，RB萊比錫從薩爾斯堡紅牛簽下索博斯洛伊，並提供為期四年半的合約。他將身穿17號球衣，並於2021年1月2日正式轉會。索博斯萊的轉會價格以2000萬歐元的身價成為匈牙利歷史上最昂貴的球員。
2021年8月7日，索博斯洛伊在德国足协杯對陣桑德豪森的比賽中首次亮相，這是他康復後的首場比賽，他也踢進了在RB萊比錫的首次進球。

### 利物浦
2023年6月30日，利物浦觸發7000萬歐元的解約條款。7月2日，官方宣佈從RB萊比錫簽下索博斯洛伊，並提供一張五年合約，索博斯洛伊將會穿上8號球衣。
2023年9月3日，索博斯洛伊在利物浦3–0戰勝阿斯頓維拉的英超聯賽中首次在禁區外射門，打進了他代表利物浦隊的首個進球。

## 國家隊生涯
2019年3月21日，索博斯洛伊在2020年歐洲國家盃外圍賽中代表匈牙利國家足球隊首次亮相，在對上斯洛伐克的比賽中第54分鐘取代了拉斯洛·克萊因海斯勒上場。9月9日，他在同樣的2020年歐洲國家盃外圍賽對上斯洛伐克的比賽中踢進了自己的第一個國際進球。
2020年9月3日，索博斯洛伊在2020–21年歐洲國家聯賽B對土耳其的比賽中又獲得一次任意球進球，匈牙利在錫瓦斯對土耳其的比賽中取得了1–0勝利。
2020年11月12日，索博斯洛伊在2020年歐洲國家盃外圍賽附加賽對冰島的比賽中最後一分鐘進球，將匈牙利送進2020年歐洲國家盃。
索博斯洛伊原入選2020年歐洲國家盃大名單，但於2021年6月1日因傷退賽。

### 國家隊進球
| #  | 日期       | 比賽場地                     | 對手     | 比分 | 賽果 | 賽事                   |
| -- | ---------- | ---------------------------- | -------- | ---- | ---- | ---------------------- |
| 1. | 2019.09.09 | 匈牙利,布达佩斯,安盟竞技场   | 斯洛伐克 | 1-1  | 1-2  | 2020年歐洲國家盃外圍賽 |
| 2. | 2020.09.03 | 土耳其,錫瓦斯,錫瓦斯競技場   | 土耳其   | 1-0  | 1-0  | 2020–21年歐洲國家聯賽B |
| 3. | 2020.11.12 | 匈牙利,布达佩斯,普斯卡什球場 | 冰島     | 2–1  | 2–1  | 2020年歐洲國家盃外圍賽 |
| 4. | 2021.11.12 | 匈牙利,布达佩斯,普斯卡什球場 | 圣马力诺 | 1–0  | 4–0  | 2022年世界盃外圍賽     |
| 5. | 2021.11.12 | 匈牙利,布达佩斯,普斯卡什球場 | 圣马力诺 | 3–0  | 4–0  | 2022年世界盃外圍賽     |
| 6. | 2022.06.04 | 匈牙利,布达佩斯,普斯卡什球場 | 英格兰   | 1–0  | 1–0  | 2022–23年歐洲國家聯賽A |

## 榮譽

### 球會
薩爾斯堡紅牛
- 奥地利足球超级联赛冠軍：2017–18、2018–19、2019–20、2020–21
- 奧地利盃冠軍：2018–19、2019–20、2020–21

RB萊比錫
- 德國足協盃冠軍：2021–22[11]、2022—23

利物浦
- 英格蘭聯賽盃冠軍 ：2023–24[12]
- 英格蘭超級足球聯賽冠軍：2024–25

### 個人
- 奥地利足球乙级联赛賽季最佳團隊：2017–18
- 奧超賽季最佳球員：2019–20
- 匈牙利年度最佳運動員：2020年

## 外部連結
- Soccerway資料庫：索博斯洛伊·多米尼克